# 成人映画

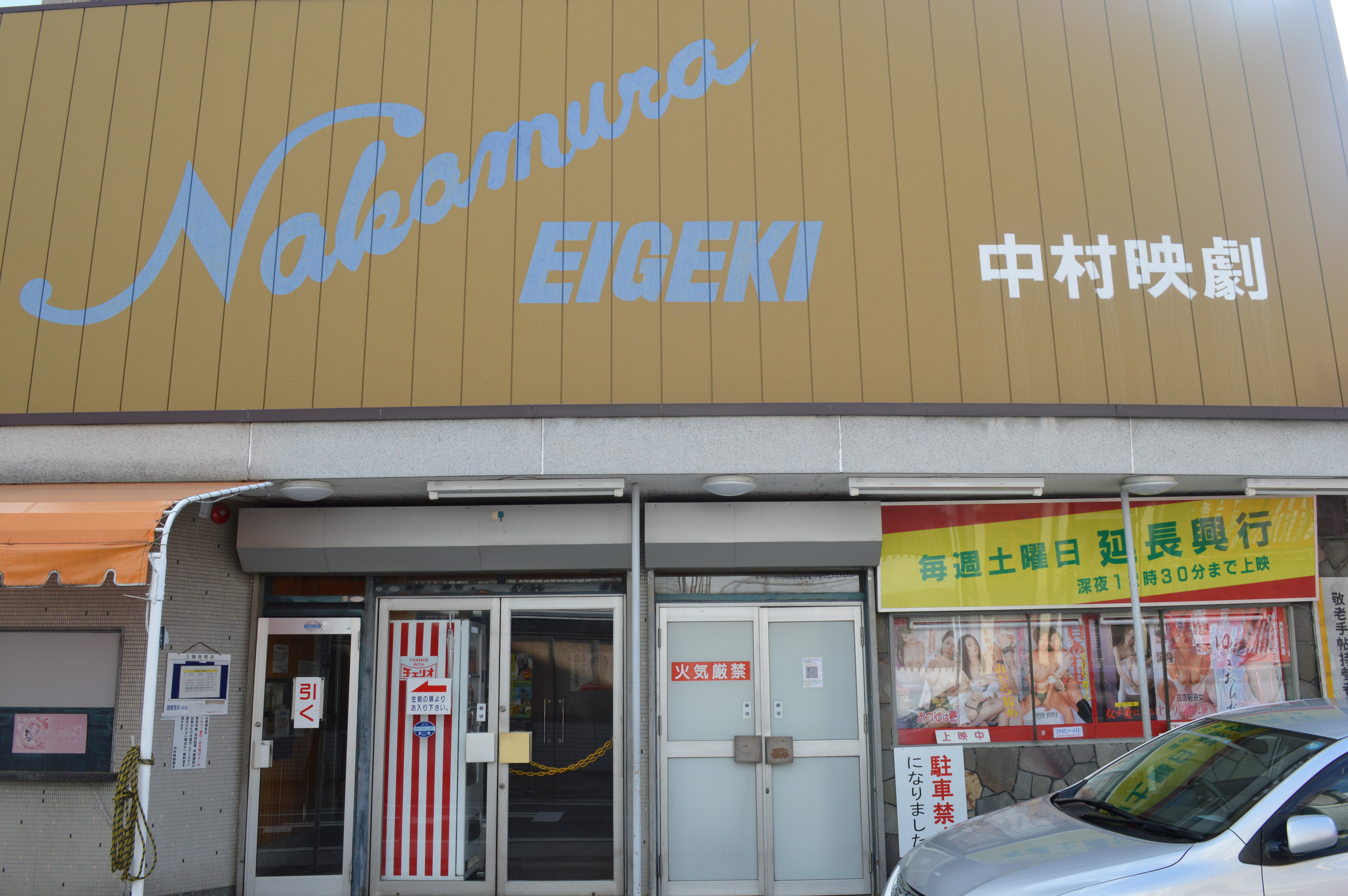
成人映画が上映される映画館、名古屋市中村区の中村映劇

館外に貼られたポスター（京都市の本町館）

成人映画（せいじんえいが）は、日本のレイティングシステムによる映画のジャンルであり、映画倫理委員会（映倫）、あるいはその前身の映画倫理規程管理委員会が、「18歳未満の者の鑑賞には不適当」と認め「成人向け」と指定した映画群である。18歳未満の入場が制限される。時代・社会情勢によってその定義、範疇は変化しており、必ずしも「ポルノグラフィックな映画」「ポルノ映画」を意味せず、「反社会的な映画」「残虐な映画」として「成人映画」に指定される作品も存在する。
2009年（平成21年）4月23日に映倫が制定した、現行の「映画倫理綱領」および「映画の区分と審査方針」には、「成人映画」「成人向け」の表現は存在せず、「R18+」などという区分名称となっている。
- 日本を含めた一般的な意味でのポルノグラフィックな映画（ Pornographic film ）については、
- 日本の成人映画・ポルノ映画のうち、独立系映画の総称については、

## 略年譜
- 1949年（昭和24年）6月14日 「映画倫理規程」制定、「映画倫理規程管理委員会」（旧映倫）発足[5]
- 1954年（昭和29年）8月 旧映倫、「映画と青少年問題対策協議会」設置、「青少年向映画」「成人向映画」の選定開始
- 1955年（昭和29年）5月 旧映倫、18歳未満の観覧を禁止の「成人向映画」の選定開始
- 1956年（昭和31年）12月 「映画倫理管理委員会」（新映倫）発足[5]
- 1957年（昭和32年） 「成人向映画」を「成人映画」と改称
- 1962年（昭和37年）3月 映倫が「成人映画」指定して公開した映画『肉体の市場』が警視庁に摘発される
- 1963年（昭和38年）5月 映倫が「成人映画」指定して公開した映画『セクシールート63』が警視庁に摘発される
- 1971年（昭和46年）11月 大手最古参の日活が「一般映画」製作を中止、日活ロマンポルノを開始する
- 1972年（昭和47年）9月 日活ロマンポルノ事件（1980年7月、無罪確定）
- 1998年（平成10年） 映倫が審査基準改定、「一般映画」「PG-12」「R-15」「R-18」とレイティングを細分化[6]
- 2009年（平成21年）4月23日 「映画倫理綱領」制定、レイティングを刷新し「R-18」に代わる「R18+」を設置、「映画倫理管理委員会」を「映画倫理委員会」と改称[5]

## 略歴・概要

### 成人向映画
現在の映倫（映画倫理委員会）に全面改組される前身、「映画倫理規程管理委員会」（旧映倫）が、1949年（昭和24年）6月14日に制定した「映画倫理規程」に従って、「青少年向映画」「成人向映画」の選定を開始したのは、1954年（昭和29年）8月であった。これによって、「成人向映画」に指定されたのは、田尻繁監督、柳家金語楼主演のコメディ映画『若夫婦なやまし日記』（製作東京映画、配給東宝、1955年9月13日公開）、永井荷風原作、久松静児監督、久慈あさみ主演の文芸映画『「春情鳩の街」より 渡り鳥いつ帰る』（同、同年6月21日公開）、子母沢寛原作、松田定次監督、片岡千恵蔵主演による時代劇映画『弥太郎笠』（製作東映京都撮影所、配給東映、同年6月13日公開）といった、現在では「G」（一般映画）に分類されて、映画館で通常に上映されるような作品であった。
同体制のもとで「成人向映画」に指定された、石原慎太郎原作、古川卓巳監督、長門裕之主演の映画『太陽の季節』（製作・配給日活）が1956年（昭和31年）5月17日に封切られるや、各地で問題になり、「映画倫理規程管理委員会」は解体に追い込まれる。同年12月、現在の映倫（映画倫理委員会）につながる「映画倫理管理委員会」（新映倫）が、映画業界外部の組織として発足、抜本的に改革されることとなった。

### 成人映画の時代
翌1957年（昭和32年）からは、「成人向映画」を「成人映画」と改称、ここに初めて「成人映画」という名称・カテゴリが登場する。同年に「成人映画」に指定された作品には、成瀬巳喜男監督の『あらくれ』、川島雄三監督の喜劇映画『幕末太陽傳』といった、前者は第30回アカデミー賞に出品され、後者はキネマ旬報ベストテン第4位に選ばれ、現在では「名作」とされ、レイティングも「G」（一般映画）として上映されている作品がある。
映倫が「成人映画」に指定した、小林悟監督の『肉体の市場』（製作協立映画、配給大蔵映画）が1962年（昭和37年）2月27日に公開され、その直後に「わいせつ」容疑で警視庁に摘発される。当時まだ「ピンク映画」なる語は生まれていないが、同作が「ピンク映画第1号」とされる。翌1963年（昭和38年）以降、独立系の成人映画製作会社、いわゆる「エロダクション」による「ピンク映画」が、映倫の「成人映画」指定の大半を占めるようになるが、水上勉原作、田坂具隆監督の文芸映画『五番町夕霧楼』（製作東映東京撮影所、配給東映）や、今村昌平監督の『にっぽん昆虫記』（製作・配給日活）は、発表当時は「成人映画」の範疇とされた。
1964年（昭和39年）以降、おびただしい数の「ピンク映画」が製作・公開されたが、映倫が指定する「成人映画」には、篠田正浩監督の『乾いた花』（製作松竹大船撮影所、配給松竹）、武智鉄二監督の『白日夢』（製作第三プロダクション、配給松竹）、中平康監督の『月曜日のユカ』（製作・配給日活）、今井正監督の文芸映画『越後つついし親不知』（製作東映東京撮影所、配給東映）、深作欣二監督の『狼と豚と人間』（同）、加藤泰監督の『幕末残酷物語』（製作東映京都撮影所、配給東映）、中島貞夫監督の『くノ一忍法』（同）、増村保造監督の『卍』（製作大映東京撮影所、配給大映）等が含まれていた。1965年（昭和40年）には、松竹ヌーヴェルヴァーグと呼ばれた篠田正浩監督の『美しさと哀しみと』（原作川端康成、製作松竹大船撮影所、配給松竹）、大島渚監督の『悦楽』（原作山田風太郎、製作創造社、配給松竹）、吉田喜重監督の『水で書かれた物語』（原作石坂洋次郎、製作中日映画社、配給日活）が「成人映画」に指定されている。
1967年（昭和42年）7月30日に公開された、中島貞夫監督の『大奥(秘)物語』（製作東映京都撮影所、配給東映）以降、「東映ポルノ路線」と呼ばれ、積極的に「成人映画」に指定される映画を同社は製作開始している。日活は、1971年（昭和46年）11月20日に公開された西村昭五郎監督の『団地妻 昼下りの情事』を第1作として、「日活ロマンポルノ」を開始、以降、ポルノ映画専門の製作・配給会社に転向した。「東映ポルノ路線」は、1977年（昭和52年）をもって、収束した。日活は、1978年（昭和53年）に「にっかつ」と商号変更している。
1980年代に入ると、1983年（昭和58年）1月15日に公開された田中登監督の『丑三つの村』が「成人映画」に指定されているほかは、ほとんどが「にっかつロマンポルノ」とおびただしいいわゆる「ピンク映画」のみである。「にっかつロマンポルノ」は、1988年（昭和63年）いっぱいで製作を終了している。

### R-18の時代
1994年（平成6年）12月17日には、高橋伴明監督、鈴木砂羽、片岡礼子出演の『愛の新世界』が「成人映画」に指定されて公開されたが、同作は「日本初のヘアヌード映画」とされる。1998年（平成10年）には、映倫が審査基準を改定、従来の「成人映画」は「R-18」と改称し、「一般映画」との間に「PG-12」「R-15」という2段階を設けた。
さらに2009年（平成21年）4月23日、映倫は「映画倫理綱領」を制定し、レイティングを刷新し「R-18」に代わる「R18+」を設置している。このとき、「映画倫理管理委員会」は「映画倫理委員会」と改称している。

## フィルモグラフィ

### 1957年 - 1961年
文化庁「日本映画情報システム」のカテゴリ「成人映画」による一覧である。「新映倫設立」から「ピンク映画第1号前夜」までの時期のすべての「成人映画」である。
1957年
- 『踊子』 : 監督清水宏、原作永井荷風、製作大映東京撮影所、配給大映、1957年2月12日公開（映倫番号10040）
- 『危険な関係』 : 監督井上梅次、製作・配給日活、1957年2月27日公開（映倫番号10053）
- 『肉体の反抗』 : 監督野口博志、製作・配給日活、1957年5月8日公開（映倫番号10153）
- 『あらくれ』 : 監督成瀬巳喜男、原作徳田秋声、製作・配給東宝、1957年5月22日公開（映倫番号10114） - 第30回アカデミー賞出品[10]
- 『憎いもの』 : 監督丸山誠治、原作石坂洋次郎、製作・配給東宝、1957年5月28日公開（映倫番号10010）
- 『反逆者』 : 監督古川卓巳、製作・配給日活、1957年5月28日公開（映倫番号10168）
- 『ひかげの娘』 : 監督松林宗恵、原作野口赫宙、製作東京映画、配給東宝、1957年6月5日公開（映倫番号10152）
- 『土砂降り』 : 監督中村登、原作北条秀司、製作松竹大船撮影所、配給松竹、1957年6月11日公開（映倫番号10195）
- 『悪魔の顔』 : 監督岩間鶴夫、原作青山光二、製作松竹大船撮影所、配給松竹、1957年7月9日公開（映倫番号10237）
- 『怪談累が淵』 : 監督中川信夫、製作・配給新東宝、1957年7月10日公開（映倫番号10183）
- 『幕末太陽傳』 : 監督川島雄三、製作・配給日活、1957年7月14日公開（映倫番号10174） - キネマ旬報ベストテン第4位
- 『淑女夜河を渡る』 : 監督内川清一郎、原作小野稔、製作すがを集団、配給松竹、1957年8月4日公開（映倫番号10243）
- 『狂った関係』 : 監督野口博志、原作小泉譲、製作・配給日活、1957年8月6日公開（映倫番号10265）
- 『白夜の妖女』 : 監督滝沢英輔、原作泉鏡花、製作・配給日活、1957年8月13日公開（映倫番号10175）
- 『青い花の流れ』 : 監督原研吉、原作舟橋聖一、製作松竹大船撮影所、配給松竹、1957年9月8日公開（映倫番号10301）
- 『暁の非常線』 : 監督小森白、製作・配給新東宝、1957年10月1日公開（映倫番号10313）
- 『太夫さんより 女体は哀しく』 : 監督稲垣浩、原作北条秀司、製作・配給東宝、1957年10月1日公開（のこ映倫番号10219）
- 『黒い河』 : 監督小林正樹、原作富島健夫、製作松竹大船撮影所、配給松竹、1957年10月23日公開（映倫番号10330）
- 『美徳のよろめき』 : 監督中平康、原作三島由紀夫、製作・配給日活、1957年10月29日公開（映倫番号10383）

1958年
- 『裸女の曲線』 : 構成沢賢介、製作聯映映画、配給新東宝、短篇ドキュメンタリー映画、1958年1月9日公開（映倫番号20203）
- 『女王蜂』 : 監督田口哲、原作牧源太郎、製作・配給新東宝、1958年2月15日公開（映倫番号10489）
- 『毒婦高橋お伝』 : 監督中川信夫、製作・配給新東宝、1958年2月24日公開（映倫番号10481）
- 『色競べ五人女』 : 監督加戸野五郎、製作・配給新東宝、1958年3月9日公開（映倫番号10537）
- 『絶海の裸女』 : 監督野村浩将、製作・配給新東宝、1958年6月8日公開（映倫番号10686）
- 『四季の愛欲』 : 監督中平康、原作丹羽文雄、製作・配給日活、1958年6月10日公開（映倫番号10626）
- 『赤線の灯は消えず』 : 監督田中重雄、製作大映東京撮影所、配給大映、1958年7月13日公開（映倫番号10724）
- 『不敵な男』 : 監督増村保造、製作大映東京撮影所、配給大映、1958年9月7日公開（映倫番号10781）
- 『白線秘密地帯』 : 監督石井輝男、製作・配給新東宝、1958年9月21日公開（映倫番号10754）
- 『毒蛇のお蘭』 : 監督加戸野五郎、原作谷井敬、製作・配給新東宝、1958年10月19日公開（映倫番号10810）
- 『ヌードモデル殺人事件』 : 監督赤坂長義、製作・配給新東宝、1958年11月1日公開（映倫番号10843）
- 『恐喝』 : 監督佐伯幸三、原作界外五郎、製作東京映画、配給東宝、1958年11月9日公開（映倫番号10892）
- 『女王蜂の怒り』 : 監督石井輝男、原作牧源太郎、製作・配給新東宝、1958年12月28日公開（映倫番号10958）

1959年
- 『氾濫』 : 監督増村保造、原作伊藤整、製作大映東京撮影所、配給大映、1959年5月13日公開（映倫番号11207）
- 『鍵』 : 監督市川崑、原作谷崎潤一郎、製作大映東京撮影所、配給大映、1959年6月23日公開（映倫番号11299） - 第13回カンヌ国際映画祭審査員賞
- 『狂った欲望』 : 監督松井稔・小林悟、原作園生義人、製作協和プロダクション、配給新東宝、1959年8月1日公開（映倫番号11351）
- 『十代の曲り角』 : 監督小林悟、製作・配給新東宝、1959年9月18日公開（映倫番号11383）
- 『偽りの情事』 : 監督小野田嘉幹、製作・配給新東宝、1959年10月8日公開（映倫番号11447）

1960年
- 『0線の女狼群』 : 監督三輪彰、製作・配給新東宝、1960年1月13日公開（映倫番号不明）
- 『危険な誘惑』 : 監督小林悟、原作、製作・配給新東宝、1960年1月23日公開（映倫番号11851）
- 『からっ風野郎』 : 監督増村保造、製作大映東京撮影所、配給大映、1960年3月23日公開（映倫番号11898）
- 『痴人の愛』 : 監督木村恵吾、原作谷崎潤一郎、製作大映東京撮影所、配給大映、1960年4月17日公開（映倫番号11870）
- 『肉体の野獣』 : 監督土屋啓之助、製作・配給新東宝、1960年5月7日公開（映倫番号11854）
- 『すれすれ』 : 監督瑞穂春海、原作吉行淳之介、製作大映東京撮影所、配給大映、1960年5月18日公開（映倫番号11988）
- 『青春残酷物語』 : 監督大島渚、製作松竹大船撮影所、配給松竹、1960年6月3日公開（映倫番号21112）
- 『熱い砂』 : 監督瑞穂春海、原作佐野博、製作大映東京撮影所、配給大映、1960年7月24日公開（映倫番号11816）
- 『濹東綺譚』 : 監督豊田四郎、原作永井荷風、製作東京映画、配給東宝、1960年8月28日公開（映倫番号11772）
- 『少女妻 恐るべき十六才』 : 監督渡辺祐介、製作・配給新東宝、1960年10月8日公開（映倫番号11902）
- 『こつまなんきん』 : 監督酒井辰雄、原作今東光、製作松竹京都撮影所、配給松竹、1960年11月6日公開（映倫番号11490）
- 『お伝地獄』 : 監督木村恵吾、原作邦枝完二、製作大映東京撮影所、配給大映、1960年11月30日公開（映倫番号11874）

1961年
- 『続・性と人間』 : 監督木元健太・小林悟、製作純潔映画研究会、配給新東宝、1961年1月3日公開（映倫番号12090）
- 『続こつまなんきん お香の巻』 : 監督酒井辰雄、原作今東光、製作松竹京都撮影所、配給松竹、1961年3月19日公開（映倫番号12230）
- 『好色一代男』 : 監督増村保造、原作井原西鶴、製作大映京都撮影所、配給大映、1961年3月21日公開（映倫番号12259）
- 『性生活の知恵』 : 監督水野治、原作謝国権、製作大映東京撮影所、配給大映、1961年7月28日公開（映倫番号12478）
- 『女は二度生まれる』 : 監督川島雄三、原作富田常雄、製作大映東京撮影所、配給大映、1961年7月28日公開（映倫番号12428）
- 『色の道教えます 夢三夜』 : 監督加戸敏、原作五味康祐、製作大映京都撮影所、配給大映、1961年10月11日公開（映倫番号12583）
- 『狂熱の果て』 : 監督山際永三、原作秋本まさみ、製作佐川プロダクション、配給大宝、1961年11月1日公開（映倫番号12593）

### 1962年 - 1963年
文化庁「日本映画情報システム」のカテゴリ「成人映画」による一覧である。「ピンク映画第1号登場」からピンク映画が大量生産れる時期までのすべての「成人映画」の一覧である。
1962年
- 『黒と赤の花びら』 : 監督柴田吉太郎、原作牧源太郎、製作・配給大宝、1962年1月14日公開（映倫番号不明）
- 『肉体の市場』 : 監督小林悟、製作協立映画、配給大蔵映画、1962年2月27日公開（映倫番号21474） - 「ピンク映画第1号」[9]
- 『不完全結婚』 : 監督小林悟・木元健太、原作、製作・配給純潔映画研究会、1962年5月1日公開（映倫番号12787）
- 『瘋癲老人日記』 : 監督木村恵吾、原作谷崎潤一郎、製作大映東京撮影所、配給大映、1962年10月20日公開（映倫番号12953）

1963年
- 『海女の怪真珠』 : 監督小林悟、製作・配給大蔵映画/東方影業公司、1963年1月1日公開（映倫番号12909）
- 『野性のラーラ』 : 監督石田義弘、製作・配給内外フィルム、1963年1月5日公開（映倫番号13074）
- 『温泉芸者』 : 監督富本壮吉、原作斎藤米二郎、製作大映東京撮影所、配給大映、1963年2月7日公開（映倫番号13043）
- 『嘘』 : 監督増村保造・吉村公三郎・衣笠貞之助、製作大映東京撮影所、配給大映、1963年3月31日公開（映倫番号13170）
- 『性の変則』 : 監督小林悟、製作・配給大蔵映画、1963年4月25日公開（映倫番号13122）
- 『熱いうめき』 : 監督三輪彰、製作・配給第7グループ事務所映画、1963年4月25日公開（映倫番号13190）
- 『日本の夜 女・女・女物語』 : 監督武智鉄二、製作佐野芸術プロダクション、配給松竹、長篇ドキュメンタリー映画、1963年5月12日公開（映倫番号13203）
- 『女のはらわた』 : 監督本木荘二郎、製作・配給日本シネマフィルム、1963年6月18日公開（映倫番号13194）
- 『女犯の掟』 : 監督小林悟、製作・配給日本シネマフィルム、1963年6月25日公開（映倫番号13268）
- 『喜劇 新婚の悶え』 : 監督沢賢介、製作・配給国映、1963年7月2日公開（映倫番号13149）
- 『仮面の情事』 : 監督高木丈夫（本木荘二郎）、製作・配給Gプロダクション、1963年8月28日公開（映倫番号13293）
- 『甘い罠』 : 監督若松孝二、製作・配給宝映、1963年9月3日公開（映倫番号13254）
- 『ただれた太陽』 : 監督北里俊夫、製作・配給内外映画、1963年9月15日公開（映倫番号13298）
- 『激しい女たち』 : 監督若松孝二、製作・配給国映、1963年10月1日公開（映倫番号13329）
- 『五番町夕霧楼』 : 監督田坂具隆、原作水上勉、製作東映東京撮影所、配給東映、1963年11月1日公開（映倫番号13258） - キネマ旬報ベストテン第3位
- 『にっぽん昆虫記』 : 監督今村昌平、製作・配給日活、1963年11月16日公開（映倫番号13220） - キネマ旬報ベストテン第1位、ベルリン国際映画祭主演女優賞（左幸子）
- 『毒ある愛撫』 : 監督高木丈夫（本木荘二郎）、製作・配給Gプロダクション、1963年12月3日公開（映倫番号13382）
- 『地下室のうめき』 : 監督増田健太郎、製作・配給NIC、1963年12月28日公開（映倫番号13416）

### 1964年 - 1971年
文化庁「日本映画情報システム」のカテゴリ「成人映画」による一覧である。邦画五社およびATG配給のもの以外、つまりいわゆる「ピンク映画」については、大量なので省略する。
1964年
- 『「女の小箱」より 夫が見た』 : 監督増村保造、原作黒岩重吾、製作大映東京撮影所、配給大映、1964年2月15日公開
- 『乾いた花』 : 監督篠田正浩、原作石原慎太郎、製作松竹大船撮影所、配給松竹、1964年3月1日公開
- 『月曜日のユカ』 : 監督中平康、原作安川実、製作・配給日活、1964年3月4日公開
- 『二匹の牝犬』 : 監督渡辺祐介、製作東映東京撮影所、配給東映、1964年3月12日公開
- 『猟人日記』 : 監督中平康、原作戸川昌子、製作・配給日活、1964年4月19日公開
- 『越後つついし親不知』 : 監督今井正、原作水上勉、製作東映東京撮影所、配給東映、1964年5月9日公開
- 『この道赤信号』 : 監督近江俊郎、製作ワールド・プロモーション、配給大映、1964年5月16日公開
- 『肉体の門』 : 監督鈴木清順、原作田村泰次郎、製作・配給日活、1964年5月31日公開
- 『鮫』 : 監督田坂具隆、原作真継伸彦、製作東映京都撮影所、配給東映、1964年6月20日公開
- 『白日夢』 : 監督武智鉄二、原作谷崎潤一郎、製作第三プロダクション、配給松竹、1964年6月21日公開
- 『悪女』 : 監督渡辺祐介、製作東映東京撮影所、配給東映、1964年7月11日公開
- 『卍』 : 監督増村保造、原作谷崎潤一郎、製作大映東京撮影所、配給大映、1964年7月25日公開
- 『紅閨夢』 : 監督武智鉄二、原作谷崎潤一郎、製作第三プロダクション、配給松竹、1964年8月12日公開
- 『狼と豚と人間』 : 監督深作欣二、製作東映東京撮影所、配給東映、1964年8月26日公開
- 『人間に賭けるな』 : 監督前田満州夫、原作寺内大吉、製作・配給日活、1964年8月29日公開
- 『砂の上の植物群』 : 監督中平康、原作吉行淳之介、製作・配給日活、1964年8月29日公開
- 『渚を駈ける女』 : 監督酒井欣也、製作松竹大船撮影所、配給松竹、1964年9月12日公開
- 『女体』 : 監督恩地日出夫、原作田村泰次郎、製作・配給東宝、1964年9月19日公開
- 『甘い汗』 : 監督豊田四郎、原作水木洋子、製作東京映画、配給東宝、1964年9月19日公開
- 『廓育ち』 : 監督佐藤純弥、原作川野影子、製作東映東京撮影所、配給東映、1964年9月23日公開
- 『くノ一忍法』 : 監督中島貞夫、原作山田風太郎、製作東映京都撮影所、配給東映、1964年10月3日公開
- 『悶え』 : 監督井上梅次、原作舟橋和郎、製作大映東京撮影所、配給大映、1964年10月3日公開
- 『これからのセックス 三つの性』 : 監督瑞穂春海、原作謝国権、製作大映京都撮影所、配給大映、1964年10月3日公開
- 『にっぽんぱらだいす』 : 監督前田陽一、製作松竹大船撮影所、配給松竹、1964年10月4日公開
- 『新女・女・女物語』 : 監督倉田武雄・芥川和敏、製作フェニックス・フィルム、配給松竹、1964年10月4日公開
- 『おんなの渦と淵と流れ』 : 監督中平康、原作湊葉英治、製作・配給日活、1964年10月21日公開
- 『夜の片鱗』 : 監督中村登、原作太田経子、製作松竹大船撮影所、配給松竹、1964年11月1日公開
- 『幕末残酷物語』 : 監督加藤泰、製作東映京都撮影所、配給東映、1964年11月11日公開
- 『牝』 : 監督渡辺祐介、製作東映東京撮影所、配給東映、1964年11月21日公開
- 『鬼婆』 : 監督新藤兼人、製作近代映画協会/東京映画、配給東宝、1964年11月21日公開
- 『くノ一化粧』 : 監督中島貞夫、原作山田風太郎、製作東映京都撮影所、配給東映、1964年12月12日公開

1965年
- 『ひも』 : 監督関川秀雄、製作東映東京撮影所、配給東映、1965年1月30日公開
- 『春婦伝』 : 監督鈴木清順、原作田村泰次郎、製作・配給日活、1965年2月28日公開
- 『美しさと哀しみと』 : 監督篠田正浩、原作川端康成、製作松竹大船撮影所、配給松竹、1965年2月28日公開
- 『黒い雪』 : 監督武智鉄二、製作第三プロダクション、配給日活、1965年6月9日公開
- 『いろ』 : 監督村山新治、製作東映東京撮影所、配給東映、1965年6月13日公開
- 『処女喪失』 : 監督井田探、原作竹中労、製作・配給日活、1965年6月20日公開
- 『賭場の牝猫』 : 監督野口晴康、製作・配給日活、1965年7月28日公開
- 『不倫』 : 監督田中重雄、原作宇能鴻一郎、製作大映東京撮影所、配給大映、1965年7月31日公開
- 『ダニ』 : 監督関川秀雄、製作東映東京撮影所、配給東映、1965年8月12日公開
- 『血と掟』 : 監督湯浅浪男、原作・主演安藤昇、製作第7グループ、配給松竹、1965年8月29日公開
- 『悦楽』 : 監督大島渚、原作山田風太郎、製作創造社、配給松竹、1965年8月29日公開
- 『けものみち』 : 監督須川栄三、原作松本清張、製作・配給東宝、1965年9月5日公開
- 『やさぐれの掟』 : 監督湯浅浪男、製作CAG、配給松竹、1965年9月30日公開
- 『かも』 : 監督関川秀雄、製作東映東京撮影所、配給東映、1965年10月1日公開
- 『賭場の牝猫 素肌の壷振り』 : 監督野口晴康、製作・配給日活、1965年10月23日公開
- 『恐山の女』 : 監督五所平之助、原作小川元、製作松竹/フレンドプロダクション、配給松竹、1965年10月30日公開
- 『暴力の港 虎と狼』 : 監督土居通芳、原作火野葦平、製作日本電波映画、配給松竹、1965年10月30日公開
- 『結婚相談』 : 監督中平康、原作円地文子、製作・配給日活、1965年11月23日公開
- 『水で書かれた物語』 : 監督吉田喜重、原作石坂洋次郎、製作中日映画社、配給日活、1965年11月23日公開
- 『夜の悪女』 : 監督村山新治、製作東映東京撮影所、配給東映、1965年12月4日公開

1966年
- 『刺青』 : 監督増村保造、原作谷崎潤一郎、製作大映京都撮影所、配給大映、1966年1月15日公開
- 『夜の牝犬』 : 監督村山新治、製作東映東京撮影所、配給東映、1966年2月3日公開
- 『河内カルメン』 : 監督鈴木清順、原作今東光、製作・配給日活、1966年2月5日公開
- 『四畳半物語 娼婦しの』 : 監督成沢昌茂、原作永井荷風、製作東映京都撮影所、配給東映、1966年2月17日公開
- 『顔を貸せ』 : 監督湯浅浪男、製作CAG、配給松竹、1966年2月19日公開
- 『黒幕』 : 監督小林悟、製作創映、配給松竹、1966年2月19日公開
- 『“エロ事師たち”より 人類学入門』 : 監督今村昌平、原作野坂昭如、製作今村プロダクション、配給日活、1966年3月12日公開
- 『女犯破戒』 : 監督工藤栄一、製作東映京都撮影所、配給東映、1966年3月13日公開
- 『非行少女ヨーコ』 : 監督降旗康男、製作東映東京撮影所、配給東映、1966年3月18日公開
- 『愛欲』 : 監督佐藤純弥、製作東映東京撮影所、配給東映、1966年4月1日公開
- 『憂国』 : 製作・監督・脚色・原作・美術・主演三島由紀夫、製作・配給ATG、1966年4月12日公開
- 『893愚連隊』 : 監督中島貞夫、製作東映京都撮影所、配給東映、1966年5月14日公開
- 『にっぽんを叱る シャッター0』 : 監督・主演田村泰次郎・藤原弘達・杉浦幸雄、監修中川信夫、製作しばた映画プロダクション、配給松竹、1966年6月2日公開
- 『悪童』 : 監督渡辺祐介、製作・配給、1966年6月12日公開
- 『骨までしゃぶる』 : 監督加藤泰、製作・配給東映京都撮影所、配給東映、1966年6月12日公開
- 『夜の青春シリーズ 赤い夜光虫』 : 監督村山新治、製作東映東京撮影所、配給東映、1966年6月19日公開
- 『白昼の通り魔』 : 監督大島渚、原作武田泰淳、製作創造社、配給松竹、1966年7月15日公開
- 『本能』 : 監督新藤兼人、製作近代映画協会、配給松竹、1966年8月27日公開
- 『女のみづうみ』 : 監督吉田喜重、原作川端康成、製作現代映画社、配給松竹、1966年8月27日公開
- 『三匹の牝猫』 : 監督井田探、原作藤原審爾、製作・配給日活、1966年9月7日公開
- 『赤い天使』 : 監督増村保造、原作有馬頼義、製作大映東京撮影所、配給大映、1966年10月1日公開

1967年
- 『愛の渇き』 : 監督蔵原惟繕、原作三島由紀夫、製作・配給日活、1967年2月18日公開
- 『雌が雄を喰い殺す かまきり』 : 監督井上梅次、製作松竹大船撮影所、配給松竹、1967年2月23日公開
- 『日本春歌考』 : 監督大島渚、原題添田正道、製作創造社、配給松竹、1967年2月23日公開
- 『情炎』 : 監督吉田喜重、原作立原正秋、製作現代映画社、配給松竹、1967年5月13日公開
- 『さそり』 : 監督水川淳三、製作・配給松竹、1967年5月13日公開
- 『花を喰う蟲』 : 監督西村昭五郎、原作黒岩重吾、製作・配給日活、1967年6月15日公開
- 『殺しの烙印』 : 監督鈴木清順、製作・配給日活、1967年6月15日公開
- 『堕落する女』 : 監督吉村公三郎、原作谷崎潤一郎、製作近代映画協会、配給松竹、1967年6月28日公開
- 『大奥(秘)物語』 : 監督中島貞夫、製作東映京都撮影所、配給東映、1967年7月30日公開
- 『無理心中 日本の夏』 : 監督大島渚、製作創造社、配給松竹、1967年9月2日公開
- 『夜のひとで』 : 監督長谷和夫、製作・配給松竹、1967年9月2日公開
- 『雌が雄を喰い殺す 三匹のかまきり』 : 監督井上梅次、製作・配給松竹、1967年10月26日公開

1968年
- 『忍びの卍』 : 監督鈴木則文、原作山田風太郎、製作東映京都撮影所、配給東映、1968年1月27日公開
- 『眠れる美女』 : 監督吉村公三郎、原作川端康成、製作近代映画協会、配給松竹、1968年1月31日公開
- 『絞死刑』 : 監督大島渚、製作創造社/ATG、配給ATG、1968年2月3日公開
- 『あるセックス・ドクターの記録』 : 監督弓削太郎、製作大映東京撮影所、配給大映、1968年2月10日公開
- 『戦後残酷物語』 : 監督武智鉄二、原作小野年子・五島勉、製作武智プロダクション、配給大映、1968年2月10日公開
- 『大悪党』 : 監督増村保造、原作円山雅也、製作大映東京撮影所、配給大映、1968年2月24日公開
- 『かぶりつき人生』 : 監督神代辰巳、原作田中小実昌、製作・配給日活、1968年4月13日公開
- 『“経営学入門”より ネオン太平記』 : 監督磯見忠彦、原作磯田敏夫、製作・配給日活、1968年4月13日公開
- 『みな殺しの霊歌』 : 監督加藤泰、製作松竹大船撮影所、配給松竹、1968年4月13日公開
- 『いれずみ無残』 : 監督関川秀雄、原作高木彬光、製作松竹大船撮影所、配給松竹、1968年4月13日公開
- 『徳川女系図』 : 監督石井輝男、原作岩崎栄、製作東映京都撮影所、配給東映、1968年5月19日公開
- 『初恋・地獄篇（英語版）』 : 監督羽仁進、製作羽仁プロダクション/ATG、配給ATG、1968年5月25日公開
- 『新 いれずみ無残 鉄火の仁義』 : 監督関川秀雄、原作高木彬光、製作・配給松竹、1968年5月31日公開
- 『怪談残酷物語』 : 監督長谷和夫、原作柴田錬三郎、製作・配給松竹、1968年5月31日公開
- 『セックス・チェック 第二の性』 : 監督増村保造、原作寺内大吉、製作大映東京撮影所、配給大映、1968年6月1日公開
- 『温泉あんま芸者』 : 監督石井輝男、製作東映京都撮影所、配給東映、1968年6月28日公開
- 『女浮世風呂』 : 監督井田探、製作青山プロダクション、配給日活、1968年7月10日公開
- 『艶説 明治邪教伝』 : 監督土居通芳、製作テアトル・プロダクション、配給日活、1968年7月10日公開
- 『裏切りの暗黒街』 : 監督降旗康男、製作東映東京撮影所、配給東映、1968年8月14日公開
- 『ある色魔の告白 色欲の果て』 : 監督江崎実生、製作青山プロダクション、配給日活、1968年8月14日公開
- 『㊙トルコ風呂』 : 監督村山新治、製作東映東京撮影所、配給東映、1968年8月27日公開
- 『フリーセックス 十代の青い性』 : 監督井上芳夫、製作大映東京撮影所、配給大映、1968年9月7日公開
- 『浮世絵残酷物語』 : 監督武智鉄二、製作武智プロダクション、配給大映、1968年9月7日公開
- 『金瓶梅』 : 監督若松孝二、原作蘭陵笑笑生、原訳上田学而、製作ユニコン・フィルム、配給松竹、1968年9月27日公開
- 『徳川女刑罰史』 : 監督石井輝男、製作東映京都撮影所、配給東映、1968年9月28日公開
- 『不良番長』 : 監督野田幸男、製作東映東京撮影所、配給東映、1968年10月1日公開
- 『秘帳 女浮世草紙』 : 監督井田探、製作青山プロダクション、配給日活、1968年10月19日公開
- 『砂の香り』 : 監督岩内克己、原作川口松太郎、製作・配給東宝、1968年10月23日公開
- 『昭和元禄 TOKYO196X年』 : 監督恩地日出夫、製作東京映画、配給東宝、1968年10月23日公開
- 『魔性の女』 : 監督柳瀬観、製作アカデミー・プロダクション、配給日活、1968年11月22日公開
- 『神々の深き欲望』 : 監督今村昌平、製作今村プロダクション、配給日活、1968年11月22日公開
- 『新宿の肌』 : 監督斎村和彦、製作ゴールド・プロモーション、配給松竹、1968年12月14日公開

1969年
- 『残酷・異常・虐待物語 元禄女系図』 : 監督石井輝男、製作東映京都撮影所、配給東映、1969年1月9日公開
- 『にっぽん'69 セックス猟奇地帯』 : 監督中島貞夫、製作東映京都撮影所、配給東映、1969年1月18日公開
- 『盲獣』 : 監督増村保造、原作江戸川乱歩、製作大映東京撮影所、配給大映、1969年1月25日公開
- 『女の警察』 : 監督江崎実生、原作梶山季之、製作・配給日活、1969年2月8日公開
- 『夜の最前線 女狩り』 : 監督井田探、製作・配給日活、1969年2月8日公開
- 『謝国権「愛」より （秘）性と生活』 : 監督鷹森立一、原作謝国権、製作東映東京撮影所、配給東映、1969年2月11日公開
- 『新宿泥棒日記』 : 監督大島渚、製作創造社、配給ATG、1969年2月15日公開
- 『異常性愛記録 ハレンチ』 : 監督石井輝男、製作・配給、1969年2月21日公開
- 『(秘)女子大生 妊娠中絶』 : 監督小西通雄、製作東映東京撮影所、配給東映、1969年3月30日公開
- 『徳川いれずみ師 責め地獄』 : 監督石井輝男、製作東映京都撮影所、配給東映、1969年5月3日公開
- 『心中天網島』 : 監督篠田正浩、原作近松門左衛門、製作表現社/ATG、配給ATG、1969年5月24日公開
- 『夜の最前線 東京女地図』 : 監督井田探、製作・配給日活、1969年5月28日公開
- 『温泉ポン引女中』 : 監督荒井美三雄、製作東映京都撮影所、配給東映、1969年6月27日公開
- 『やくざ刑罰史 私刑』 : 監督石井輝男、製作東映京都撮影所、配給東映、1969年6月27日公開
- 『残酷おんな私刑』 : 監督丹野雄二、製作・配給日活、1969年6月28日公開
- 『明治・大正・昭和 猟奇女犯罪史』 : 監督石井輝男、製作東映京都撮影所、配給東映、1969年8月27日公開
- 『いそぎんちゃく』 : 監督弓削太郎、製作・配給、1969年8月30日公開
- 『薔薇の葬列』 : 監督松本俊夫、製作松本プロダクション/ATG、配給ATG、1969年9月13日公開
- 『女の手配師 池袋の夜』 : 監督武田一成、製作・配給日活、1969年9月27日公開
- 『江戸川乱歩全集 恐怖奇形人間』 : 監督石井輝男、原作江戸川乱歩、製作東映京都撮影所、配給東映、1969年10月19日公開
- 『㊙劇画 浮世絵千一夜』 : 監督レオ・ニシムラ、製作レオプロダクション、配給東映、長篇アニメーション映画、1969年10月19日公開

1970年
- 『エロス+虐殺』 : 監督吉田喜重、製作現代映画社、配給ATG、1970年3月14日公開
- 『おんな極悪帖』 : 監督池広一夫、原作谷崎潤一郎、製作大映京都撮影所、配給大映、1970年4月4日公開
- 『残酷おんな情死』 : 監督西村昭五郎、製作・配給日活、1970年4月18日公開
- 『東京战争戦後秘話 映画で遺書を残して死んだ男の物語』 : 監督大島渚、製作創造社/ATG 、配給ATG、1970年6月27日公開
- 『無常』 : 監督実相寺昭雄、製作実相寺プロダクション/日本ATG、配給ATG、1970年8月8日公開
- 『札つき博徒』 : 監督小沢茂弘、製作東映京都撮影所、配給東映、1970年9月9日公開
- 『波止場女のブルース』 : 監督斎藤耕一、製作松竹、1970年10月3日公開

1971年
- 『セックス喜劇 鼻血ブー』 : 監督高桑信、製作東映東京撮影所、配給東映、1971年5月8日公開
- 『曼陀羅』 : 監督実相寺昭雄、製作実相寺プロダクション/ATG、配給ATG、1971年9月11日公開
- 『セックスドキュメント 性倒錯の世界』 : 監督中島貞夫、製作東映京都撮影所、配給東映、1971年10月14日公開
- 『団地妻 昼下りの情事』 : 監督西村昭五郎、製作・配給日活、1971年11月20日公開 - 「日活ロマンポルノ」第1作
- 『色暦大奥秘話』 : 監督林功、製作・配給日活、1971年11月20日公開
- 『恋狂い』 : 監督加藤彰、製作・配給日活、1971年12月1日公開
- 『女高生レポート 夕子の白い胸』 : 監督近藤幸彦、製作・配給日活、1971年12月1日公開
- 『現代ポルノ伝 先天性淫婦』 : 監督鈴木則文、製作東映京都撮影所、配給東映、1971年12月17日公開
- 『花芯の誘い』 : 監督小沼勝、製作・配給日活、1971年12月18日公開
- 『女高生レポート 花ひらく夕子』 : 監督近藤幸彦、製作・配給日活、1971年12月28日公開
- 『セックス・ライダー 濡れたハイウェイ』 : 監督蔵原惟二、製作・配給日活、1971年12月28日公開

### 1972年 - 1988年
文化庁「日本映画情報システム」のカテゴリ「成人映画」による一覧である。「日活ロマンポルノ」全盛期から終焉までの時期であり、同シリーズおよび大量の「ピンク映画」については省略する。
1972年
- 『天使の恍惚』 : 監督若松孝二、製作若松プロダクション/ATG、配給ATG、1972年3月11日公開
- 『鉄輪』 : 監督新藤兼人、製作近代映画協会、配給ATG、1972年4月22日公開
- 『徳川セックス禁止令 色情大名』 : 監督鈴木則文、製作東映京都撮影所、配給東映、1972年4月26日公開
- 『哥』 : 監督実相寺昭雄、製作実相寺プロダクション、配給ATG、1972年6月17日公開
- 『罠にはまった男』 : 監督仲木睦、原作川上宗薫、製作東活プロダクション、配給松竹、1972年7月1日公開
- 『鏡の中の野心』 : 監督小林悟、原作戸川昌子、製作東活プロダクション、配給松竹、1972年7月1日公開
- 『温泉スッポン芸者』 : 監督鈴木則文、製作東映京都撮影所、配給東映、1972年7月3日公開
- 『(秘)女子高生 恍惚のアルバイト』 : 監督若松孝二、製作若松プロダクション、配給東映、1972年9月6日公開
- 『恐怖女子高校 女暴力教室』 : 監督鈴木則文、製作東映京都撮影所、配給東映、1972年9月29日公開
- 『音楽』 : 監督増村保造、原作三島由紀夫、製作行動社/ATG、配給ATG、1972年11月11日公開
- 『セックスドキュメント トルコの女王』 : 監督鷹森立一、製作東映東京撮影所、配給東映、1972年11月17日公開
- 『エロ将軍と二十一人の愛妾』 : 監督鈴木則文、製作東映京都撮影所、配給東映、1972年12月2日公開

1973年
- 『ポルノ時代劇 忘八武士道』 : 監督石井輝男、原作小池一夫・小島剛夕、製作東映京都撮影所、配給東映、1973年2月3日公開
- 『セックスドキュメント エロスの女王』 : 監督中島貞夫、製作東映京都撮影所、配給東映、1973年2月3日公開
- 『ポルノの女王 にっぽんSEX旅行』 : 監督中島貞夫、製作東映京都撮影所、配給東映、1973年3月3日公開
- 『恐怖女子高校 暴行リンチ教室』 : 監督鈴木則文、製作東映京都撮影所、配給東映、1973年3月31日公開
- 『女医の愛欲日記』 : 監督深尾道典、製作東映京都撮影所、配給東映、1973年5月12日公開
- 『セックスドキュメント モーテルの女王』 : 監督高桑信、製作東映東京撮影所、配給東映、1973年5月12日公開
- 『やさぐれ姐御伝 総括リンチ』 : 監督石井輝男、製作東映京都撮影所、配給東映、1973年6月7日公開
- 『ネオンくらげ』 : 監督内藤誠、製作東映東京撮影所、配給東映、1973年6月20日公開
- 『恐怖女子高校 不良悶絶グループ』 : 監督志村正浩、製作東映京都撮影所、配給東映、1973年9月1日公開
- 『セックスドキュメント 金髪コールガール』 : 監督野田幸男、製作東映東京撮影所、配給東映、1973年9月15日公開
- 『ボディガード牙 必殺三角飛び』 : 監督鷹森立一、原作梶原一騎・中城健、製作東映東京撮影所、配給東映、1973年10月13日公開
- 『愛欲の罠』 : 監督大和屋竺、製作天象儀館、配給日活、1973年12月15日公開
- 『ネオンくらげ 新宿花電車』 : 監督山口和彦、製作東映東京撮影所、配給東映、1973年12月18日公開

1974年
- 『忘八武士道 さ無頼』 : 監督原田隆司、原作小池一夫・藤生豪、製作東映京都撮影所、配給東映、1974年2月2日公開
- 『痴情ホテル』 : 監督本田達男、製作東映京都撮影所、配給東映、1974年3月16日公開
- 『人妻セックス地獄』 : 監督本田達男、製作東映京都撮影所、配給東映、1974年3月16日公開
- 『色情トルコ日記』 : 監督山口和彦、製作東映東京撮影所、配給東映、1974年6月1日公開
- 『女子大生失踪事件 熟れた匂い』 : 監督荒井美三雄、製作東映京都撮影所、配給東映、1974年7月17日公開
- 『処女・若妻・未亡人 貞操強盗』 : 監督本田達男、製作東映京都撮影所、配給東映、1974年7月17日公開
- 『三代目襲名』 : 監督小沢茂弘、原作田岡一雄、製作東映京都撮影所、配給東映、1974年8月10日公開
- 『史上最大のヒモ 濡れた砂丘』 : 監督依田智臣、製作東映京都撮影所、配給東映、1974年12月21日公開

1975年
- 『下苅り半次郎 (秘)観音を探せ』 : 監督原田隆司、原作小池一夫・神江里見、製作東映京都撮影所、配給東映、1975年1月29日公開
- 『怪猫トルコ風呂』 : 監督山口和彦、製作東映東京撮影所、配給東映、1975年1月29日公開
- 『女高生飼育』 : 監督本田達男、製作東映京都撮影所、配給東映、1975年3月1日公開
- 『青春トルコ日記 処女すべり』 : 監督野田幸男、製作東映東京撮影所、配給東映、1975年4月19日公開
- 『恐喝のテクニック 肉地獄』 : 監督依田智臣、製作東映京都撮影所、配給東映、1975年5月14日公開
- 『玉割り人ゆき』 : 監督牧口雄二、原作三木孝祐・松本正、製作東映京都撮影所、配給東映、1975年5月14日公開
- 『札幌・横浜・名古屋・雄琴・博多 トルコ渡り鳥』 : 監督関本郁夫、製作東映京都撮影所、配給東映、1975年5月14日公開
- 『好色元禄㊙物語』 : 監督関本郁夫、製作東映京都撮影所、配給東映、1975年10月14日公開
- 『東京ふんどし芸者』 : 監督野田幸男、製作東映東京撮影所、配給東映、1975年10月18日公開
- 『東京ディープスロート夫人』 : 監督向井寛、製作東映東京撮影所、配給東映、1975年12月6日公開

1976年
- 『玉割り人ゆき 西の廓夕月楼』 : 監督牧口雄二、原作松森正、製作東映京都撮影所、配給東映、1976年2月14日公開
- 『徳川女刑罰絵巻 牛裂きの刑』 : 監督牧口雄二、製作東映京都撮影所、配給東映、1976年9月4日公開
- 『安藤昇のわが逃亡とSEXの記録』 : 監督田中登、製作東映東京撮影所、配給東映、1976年10月1日公開
- 『蛇と女奴隷』 : 監督向井寛、製作向井プロダクション/ユニバースプロモーション、配給東映、1976年10月16日公開
- 『やくざ残酷物語 片腕切断』 : 監督・構成安藤昇・椎塚彰、製作安藤企画、配給東映、1976年10月16日公開
- 『愛のコリーダ』 : 監督大島渚、製作アルゴス・フィルム/オセアニック/大島渚プロダクション、配給東宝東和、1976年10月16日公開

1977年
- 『大奥浮世風呂』 : 監督関本郁夫、製作東映京都撮影所、配給東映、1977年2月11日公開
- 『女獄門帖 引き裂かれた尼僧』 : 監督牧口雄二、原作島守俊夫、製作東映京都撮影所、配給東映、1977年4月8日公開
- 『聖母観音大菩薩』 : 監督若松孝二、製作若松プロダクション/ATG、配給ATG、1977年6月25日公開
- 『発情痴帯』 : 監督山本晋也、原作、製作東映東京撮影所、配給東映、1977年10月22日公開
- 『好色源平絵巻』 : 監督深尾道典、製作東映京都撮影所、配給東映、1977年10月22日公開
- 『処女監禁』 : 監督関本郁夫、原作飯干晃一、製作東映京都撮影所、配給東映、1977年11月19日公開

1978年 - 1981年
- 『生贄の女たち』 : 監督山本晋也、製作東映セントラルフィルム/東映芸能ビデオ、配給東映、1978年6月3日公開
- 『ザ・ウーマン』 : 監督高林陽一、製作友映、配給東宝東和、1980年11月22日公開

1982年
- 『ROCK is SEX さらば相棒』 : 監督宇崎竜童、製作ディレクターズ・カンパニー、配給ジョイパックフィルム、1982年11月20日公開
- 『BLOOD is SEX ハーレム・バレンタイン・デイ』 : 監督泉谷しげる、製作ディレクターズ・カンパニー、配給ジョイパックフィルム、1982年11月20日公開
- 『RUNNING is SEX 狼』 : 監督高橋伴明、製作ディレクターズ・カンパニー、配給ジョイパックフィルム、1982年11月20日公開
- 『薔薇と海と太陽と』 : 監督松浦康治、製作ワールド映画、配給東映セントラルフィルム、1982年12月11日公開
- 『薔薇の星座』 : 監督松浦康治、製作現代映像企画、配給東映セントラルフィルム、1982年12月11日公開

1983年
- 『丑三つの村』 : 監督田中登、原作西村望、製作松竹映像/富士映画（松竹富士）、配給富士映画、1983年1月15日公開
- 『華魁』 : 監督武智鉄二、原作谷崎潤一郎、製作武智プロダクション/小川プロダクション、配給富士映画、1983年2月19日公開
- 『鍵』 : 監督木俣堯喬、原作谷崎潤一郎、製作スティック・インターナショナル/若松プロダクション、配給東映セントラルフィルム、1983年12月24日公開

1984年 - 1988年
日活ロマンポルノ、ピンク映画以外の「成人映画」指定作品はなし。

### 1990年 - 1997年
省略。

### 1998年 - 2009年
省略。